# Sue Funch
Susanne „Sue” Funch (ur. 24 czerwca 1955) – australijska pływaczka, olimpijka.
Reprezentowała Australię na Letnich Igrzyskach Olimpijskich 1972, które odbyły się w Monachium.